# Die Lust am Leben
Die Lust am Leben ist das erste Musical des Komponisten Jochen Frank Schmidt (Musik und Text). Er schrieb es im Alter von 19 Jahren. Die Uraufführung fand am 20. Januar 2000 im Klettgau-Gymnasium in Waldshut-Tiengen statt. Im März 2008 wurde es im Gloria-Theater in Bad Säckingen in einer neu arrangierten Version neu inszeniert und drei Monate bis Anfang Mai in 24 Vorstellungen aufgeführt. Aufgrund des großen Publikumserfolgs wurden zu den geplanten 13 Vorstellungen 11 weitere Zusatzvorstellungen gespielt.

## Handlung
Das Musical „Die Lust am Leben“ handelt von der ersten Liebe zweier Jugendlicher, die durch Intrigen beeinträchtigt wird. Eine Schülerin und ein Schüler verlieben sich ineinander, obwohl sie charakterlich eigentlich sehr verschieden sind. Anna ist die brave Fleißige und Felix eher der Draufgänger, der nicht so viel von der Schule hält. Dieses für sie neue Gefühl des Verliebtseins bestimmt die Geschichte. Allerdings versucht die eifersüchtige Freundin Annas, Steffi, die beiden auseinanderzubringen.

## Musik
Die Musik ist geprägt durch die Gefühle des Verliebtseins. „Was ist passiert?“ fragen sich die beiden Jugendlichen. Die Lieder „Das Gefühl verliebt zu sein“ und „Schwerelos“ setzen die Emotionen musikalisch um. Den Liebeskummer erlebt man in „Herzerreißer“, oder „Was ist passiert?“ sowie „Alles erinnert mich an dich“. Ein Happy End rundet mit einer mitreißenden Melodie die Geschichte ab.
Von diesem Musical gibt es eine CD aus dem Jahr 1999 und 2007.

## Künstlerisches Team der Uraufführung
Musik, Text und Regie des Musicals sind von Jochen Frank Schmidt, den Ton gestaltete Alexander Dieterle, die Choreographie Verena Klopp & Melanie Bächle. Für die Lichtgestaltung war Jörg Peters zuständig.

## Besetzung der Uraufführung
Anna, die fleißige Schülerin, wurde dargestellt von Rahel Eichkorn und Felix, der Draufgänger, von Jochen Frank Schmidt. Die eifersüchtige Freundin Steffi spielte Nadine Eisenhardt. Als Lehrerin trat Esther Heiermeier auf. Außerdem wurden ein Freund Alexandre von Markus Oschwald sowie der große und der kleine Baum von Thomas Hügle und Felix Behringer dargestellt. Die Rahmenhandlung gestaltete als Erzähler Johannes Hog. Die Live-Band bestand aus Anke Johannsen am Piano sowie Mattias Tröndle (Bass) und Knud Johannsen (Saxophon). Die Trompete spielte Simon Altmeier, die Posaune Tobias Gantert und die Gitarre Markus Oschwald.
Die Hauptrollen in der Neuinszenierung 2008 spielten Ruben Moratz (als Felix) und Jennifer Nowack (als Anna).

„Mit seinem Erstlingswerk ‚Lust am Leben‘ machte sich Jochen Frank Schmidt aus Horheim im Jahr 2000 einen Namen als Deutschlands jüngster Musical-Produzent.“

## Trivia
Das Musical wurde mehrmals öffentlich in der Stadthalle Waldshut und in mehreren Schulen in der Schweiz aufgeführt. Dort wurde es eigens zu einem Unterrichtsprojekt ausgearbeitet, da die im Stück behandelten Themen wie Erste Liebe, Strebertum bzw. Faulenzer, Intrige und Alkohol für die Jugendlichen wichtige Themen sind.